# Скотт Фішер
Скотт Фішер (англ. Scott Fischer; 24 грудня 1955 — 11 травня 1996) — американський альпініст та гід, перший американець, що підкорив вершину Лхоцзе, четверту за висотою гору в світі.

## Кар'єра альпініста
Юність Фішера пройшла в Мічигані та Нью-Джерсі. У віці 14 років він зацікавився альпінізмом, та протягом двох років відвідував заняття, на які його надихнуло телевізійне шоу.
У 1982 році, разом з дружиною Джин Прайс, переїхав до передмістя Сієтла. У 1984 році Фішер відкрив власну компанію — «Гірське божевілля» (англ. Mountain Madness), яка пропонувала клієнтам організацію сходження на найвищі вершини світу. Вартість таких сходжень доходила в середньому до 50,000 доларів США. В 1992 році, при сходженні на К2, Фішер брав участь у рятувальній операції, яку проводили разом декілька експедицій, по евакуації з гори французької альпіністки Шанталь Модюі, яка страждала від сніжної сліпоти. Пізніше вона підкорила ще п'ять восьмитисячників і загинула під лавиною на горі Дхаулагірі в 1998 році.
Починаючи з 1992 року, Фішер підняв «комерційність» індустрії пригод на новий рівень.
В 1996 сам Фішер загинув в травневій трагедії на Евересті, яка забрала життя ще семи людей. В той день Скотт Фішер, Анатолій Букрєєв та Ніл Бідлман вели вісім клієнтів на вершину Евереста. Під час спуску альпіністи потрапили у снігову бурю. З команди «Гірське божевілля» вісьмом альпіністам вдалося спуститися до табору IV на Південному Сідлі (приблизно 7900 м), крім самого Фішера.
Фішер досяг вершини о 15:45, але під час спуску зіткнувся з численними проблемами. Разом з ним йшов шерпа Лапсанг. Біля Південної вершини Фішер зрозумів, що йому не вистачає сил аби продовжити спуск, і він відправив Лапсанга спускатися самого. Лапсанг сподівався повернутися до Фішера з запасом кисню і врятувати його. Анатолій Букреєв зробив декілька спроб добратись до Фішера, але йому завадили погодні умови.

## Смерть
Врешті-решт Букреєєв дійшов до Фішера о 19:00 11 травня, але той вже був мертвим. Існувало декілька версій причин смерті Фішера. Серед них були висотна хвороба, гіпотермія, та інш. В пам'ять про Скотта Фішера була споруджена піраміда з каміння на пагорбі, біля села Дугла, на шляху до Евересту. Альпіністи, що піднімаються по Південному схилу, проходять повз групи з п'яти тіл, одне з яких належить Фішеру. В травні 2010 року тіло швейцарського альпініста Джанні Гольца та росіянина Сергія Дуганова, були спущені вниз. Тіло Фішера залишилося на тому самому місці де він помер, згідно бажання родичів.
Події травня 1996 року викладені у декількох творах, написаних учасниками подій: «В розрідженому повітрі» Джона Кракавера, «Сходження» Анатолія Букрєєва, «Залишенний помирати» Бека Везерса, та «Підіймаючись вгору» Лін Гаммельгаард.
В 2008 році письменник Роберт Біркбі написав біографію Скотта Фішера «Гірське божевілля».
В екранізації книги Джона Кракавера «Смерть на Евересті» роль Скотта Фішера зіграв американський актор Пітер Хортон, у фільмі «Еверест» — Джейк Джилленгол.